# Ken McGregor

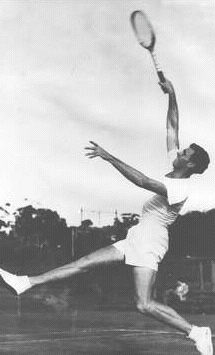
Ken McGregor, circa 1950.

Ken McGregor (Adelaida, Australia, 2 de junio de 1929- Adelaida, 1 de diciembre de 2007) fue un jugador de tenis australiano que conquistó un torneo de Grand Slam en individuales y formó, junto a su compatriota Frank Sedgman, una de las mejores parejas de dobles de la historia, ganando 7 títulos de Grand Slam consecutivos entre 1951 y 1952. El Grand Slam que conquistaron en la especialidad de dobles en el año 1951 es el único en la historia del deporte.
McGregor fue además un excelente jugador de fútbol australiano.
El 1 de diciembre de 2007, falleció a la edad de 78 años.

## Torneos de Grand Slam

### Campeón Individuales (1)
| Año  | Torneo                 | Oponente en la final | Resultado         |
| 1952 | Campeonato Australiano | Frank Sedgman        | 7-5 12-10 2-6 6-2 |

### Finalista Individuales (3)
| Año  | Torneo                 | Oponente en la final | Resultado       |
| 1950 | Campeonato Australiano | Frank Sedgman        | 3-6 4-6 6-4 1-6 |
| 1951 | Campeonato Australiano | Dick Savitt          | 3-6 6-2 3-6 1-6 |
| 1951 | Wimbledon              | Dick Savitt          | 4-6 4-6 4-6     |

### Campeón Dobles (7)
| Año  | Torneo                            | Pareja        | Oponentes en la final         | Resultado            |
| 1951 | Campeonato Australiano            | Frank Sedgman | John Bromwich Adrian Quist    | 11-9 2-6 6-3 4-6 6-3 |
| 1951 | Campeonato Francés                | Frank Sedgman | Gardnar Mulloy Dick Savitt    | 6-2 2-6 9-7 7-5      |
| 1951 | Wimbledon                         | Frank Sedgman | Jaroslav Drobný Eric Sturgess | 3-6 6-2 6-3 3-6 6-3  |
| 1951 | US National Doubles Championships | Frank Sedgman | Don Candy Mervyn Rose         | 10-8 6-4 4-6 7-5     |
| 1952 | Campeonato Australiano            | Frank Sedgman | Don Candy Mervyn Rose         | 6-4 7-5 6-3          |
| 1952 | Campeonato Francés                | Frank Sedgman | Gardnar Mulloy Dick Savitt    | 6-3 6-4 6-4          |
| 1952 | Wimbledon                         | Frank Sedgman | Vic Seixas Eric Sturgess      | 6-3 7-5 6-4          |

### Finalista Dobles (1)
| Año  | Torneo                            | Pareja        | Oponentes en la final  | Resultado             |
| 1952 | US National Doubles Championships | Frank Sedgman | Mervyn Rose Vic Seixas | 6-3 8-10 8-10 8-6 6-8 |